# De velitatione bellica

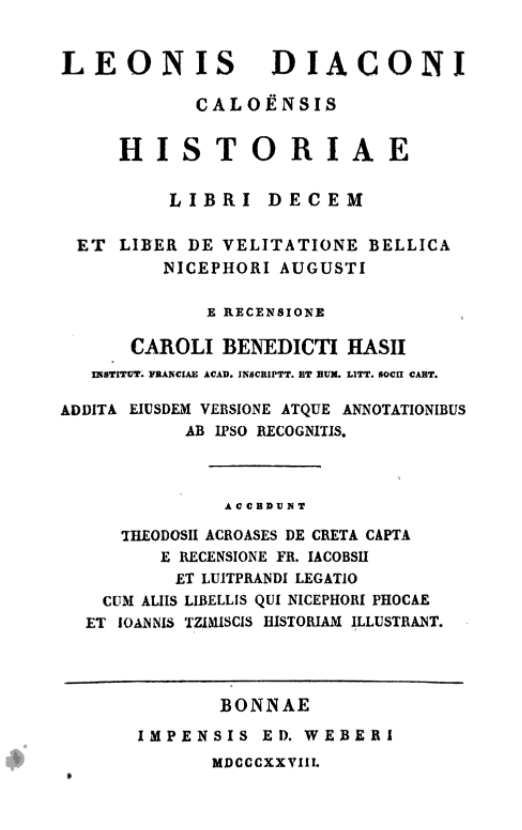
Couverture de l'Histoire de Léon le Diacre suivi de De velitatione bellica, 1828

Le De velitatione bellica est le titre habituel, en latin, d'un manuel militaire byzantin qui traite de la guerre défensive, proche de la guerilla, qu'emploie l'Empire sur sa frontière face aux Musulmans. Son titre en grec est Περὶ Παραδρομῆς (Peri Paradromēs, « de l'embuscade »). Son auteur est inconnu mais l'ouvrage est souvent attribué à l'empereur Nicéphore II Phocas et il pourrait être l'oeuvre d'un de ses officiers. Il décrit les tactiques utilisées couramment contre les Musulmans jusqu'au Xe siècle, époque à laquelle l'Empire reprend l'offensive en Anatolie. De ce fait, il s'agit plus d'une compilation de tactiques et de techniques passées qui ne trouvent plus nécessairement d'applications. Enfin, un trait marquant de l'ouvrage est le ton critique envers Constantinople et la bureaucratie qui dirige l'Empire. 

## Contexte
À partir du milieu du VIIe siècle, l'Empire est sur la défensive face à la formidable expansion de l'islam, qui prive les Byzantins d'un nombre important de provinces. Si les Arabes échouent à prendre Constantinople, ils maintiennent une posture agressive sur la frontière anatolienne, en menant des raids annuels au-delà de la chaîne du Taurus, qui dévastent régulièrement les provinces byzantines. Pendant deux à trois siècles, c'est une guerre continuelle que se livrent Byzantins et Musulmans, autour de raids et d'embuscades, sans viser de conquêtes. Pour les Musulmans, ces razzias s'intègrent dans l'impératif de la guerre contre les infidèles et ils prennent un caractère presque rituel. Pour les Byzantins, ils structurent toute leur architecture défensive, autour des thèmes, des provinces militaires qui peuvent lever rapidement des soldats parmi la population rurale, les stratiotes, des paysans propriétaires de leur terre et soumis à une obligation militaire. 
Progressivement, à mesure que le califat abbasside perd son autorité sur ses régions frontalières, des émirats autonomes apparaissent qui poursuivent la lutte contre les Byzantins mais n'ont plus la même force de frappe. De plus en plus, les Byzantins peuvent mener des contre-offensives, notamment en Cilicie, en Arménie et au nord de la Mésopotamie. Dans les années 950, sous l'impulsion des Phocas et particulièrement de Nicéphore Phocas, ils prennent le dessus sur l'émirat d'Alep des Hamdanides, permettant des gains territoriaux d'importance et la fin de la guerre défensive. 

## Contenu
Le manuel vise à théoriser cette guerre défensive, alors même qu'elle est en passe de devenir obsolète. Son auteur en est parfaitement conscient et l'indique dès son instruction, soulignant que les Musulmans battent en retraite et donc que les principes qu'il va décrire ne trouvent plus d'application sur la frontière orientale de l'Empire. Néanmoins, il entend rendre disponible les grands préceptes de ce type de conflit dans le cas où il serait de nouveau d'actualité. Si Nicéphore Phocas est parfois cité comme son auteur, c'est plus par convention. Il est certain qu'il s'agit d'un officier de haut rang, proche des Phocas, dont il salue les exploits militaires. George Dennis juge légitime l'attribution de cet ouvrage à Léon Phocas, comme auteur ou inspirateur, car plusieurs tactiques décrites se réfèrent à des campagnes qu'il a menées. 
Le livre est divisé en vingt-cinq chapitres qui développent chacun un aspect de la guerre défensive, allant des sentinelles, aux espions, au contrôle et à la connaissance du terrain, aux tactiques d'embuscade ainsi qu'à l'usage des différentes unités combattantes (cavalerie, infanterie...). 
L'un des principes majeurs développé par l'ouvrage est l'obtention de gains importants avec peu de moyens, conformément à la vision classique de la guerilla. L'Empire étant souvent inférieur en nombre face au califat, bien plus grand, l'objectif est de neutraliser ce différentiel par l'usage de différentes techniques dont la surprise. Il met aussi l'accent sur le renseignement et les fonctions d'éclaireur et de sentinelle, pour anticiper au mieux les mouvements ennemis. La défense du territoire repose sur l'emploi de troupes mobiles, non professionnelles mais facilement mobilisables et ne cherche pas à sanctuariser la frontière à tout prix mais à attaquer l'adversaire à l'endroit le plus favorable, quitte à le laisser pénétrer en profondeur. 

## Sources
- Edouard Luttwak, La grande stratégie de l'Empire byzantin, Odile Jacob, coll. « Histoire », 2010
- Gilbert Dagron et Haralambie Mihaescu, Le traité sur la guérilla de l'empereur Nicéphore Phocas, CNRS éditions, septembre 2009.
- (en) George T. Dennis, Three Byzantine Military Treatises (Volume 9), Dumbarton Oaks, Research Library and Collection, 1985 (ISBN 9780884021407)